# Дунин-Вольский, Пётр

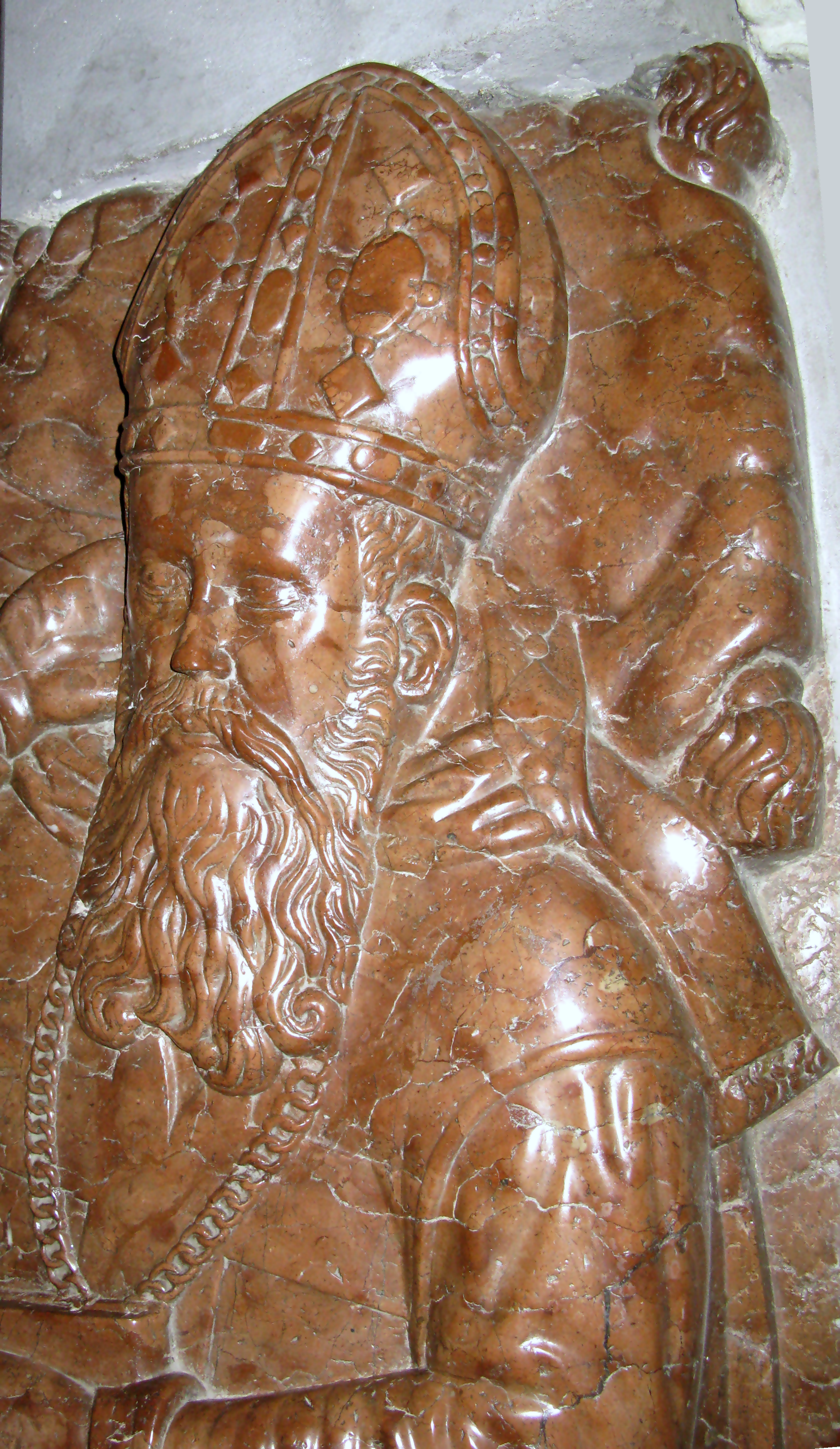
Надгробие П. Дунин-Вольского в кафедральном костёле Плоцка

Герб Лебедь

Пётр Дунин-Вольский (пол. Piotr Dunin-Wolski; (1530 — 28 августа 1590, Плоцк) — польский государственный и церковный деятель, дипломат, канцлер великий коронный королевской Польши, епископ пшемысльский (с 1576 г.) и плоцкий (с 1577 г.).

## Биография
Представитель шляхетского рода герба Лебедь. Сын канцлера великого коронного (1539—1544), епископа плоцкого Павла Дунин-Вольского.
Образование получил в Польше, а также Падуе, Риме и Мадриде. В 1545 году принят в капитул в Познани. После возвращения из-за рубежа, находился при дворе короля Сигизмунда II Августа. Благодаря знанию ряда европейских языков (итальянский, французский, испанский), выполнял различные дипломатические поручения.
В 1560 г. был послан со специальными поручениями к мадридскому двору, где находился более 10 лет. В качестве польского посла встречался с папой римским Григорием XIII. Вернулся в Польшу в 1573 году.
Король Генрих Валуа в 1574 году назначил П. Дунин-Вольского великим коронным вице-канцлером (подканцлером).
Во времена правления короля Стефана Батория принял активное участие в политической жизни страны в качестве канцлера великого коронного (1576).
В том же году стал епископом пшемысльским (1576), позже каноником гнезненским (1577) и епископом плоцким (1577), под именем Пётр VII.
Вскоре после назначения епископом пшемысльским он передал канцлерский пост Яну Замойскому.
Будучи епископом плоцким дважды проводил синоды в Плоцке и Пултуске (1586 и 1589). При нём в 1589 г. был построен епископский дворец в Вышкуве.
Известный коллекционер, библиофил. Привозимые из заграничных поездок книги по его распоряжению оправлялись в светло-жёлтый пергамент или кожу коричневого цвета. Всю собранную за многие годы книжную коллекцию завещал библиотеке Ягеллонского университета и капитулу в Плоцке.
Похоронен в кафедральном костёле Плоцка, где и поныне сохранилось его надгробие.